# Андійське Койсу
Андійське Койсу (авар. Гӏанди Гӏор; рос. Андийское Койсу; груз. ანდის ყოისუ; мегрел. ანდაშ ყოისუ) — річка в Грузії (Кахетія) та Росії (Дагестан). Довжина — 144 км.

## Топонімія
Назву «койсу» отримало від кумицького «къой сув» — овеча вода. До середини XX-го століття назву «Къойсу» носила річка Сулак.

## Географія
Річка Андійське Койсу, яка є лівою притокою річки Сулак, утворюється від злиття річок Пирикительська Алазані та Тушетська Алазані, що беруть початок в гірській Тушеті (Грузія). Вона зливається з річкою Аварське Койсу за 6 км східніше села Чірката, утворюючи річку Сулак.
Довжина річки від місця зливання двох річок 144 км (від витоку Тушетської Алазані — 192 км), загальне падіння 2500 м, площа водозбору 4810 км², середня його висота 2140 м. Льодовики поширені в межах найвищих ділянок хребтів Богоського, Пирикетельського та Снігового.
Значна частина площі водозбору (84 %) лежить вище 1500 метрів над рівнем моря, в тому числі 10 % вище 3000 метрів.
На території Ботлихського району на лівому березі річки знаходяться залишки давнього міста Ортаколо IX—X століть, знать якого була християнською, а прості люди дотримувалися язичництва.